# Erem w Carceri
Erem w Carceri – pustelnia na stokach Monte Subasio w Umbrii we Włoszech, sanktuarium katolickie związane z ruchem franciszkańskim i działalnością św. Franciszka z Asyżu, wpisane wraz z Asyżem na listę światowego dziedzictwa UNESCO w 2000.
Carceri znajduje się na wysokości 791 m n.p.m., w otoczeniu naturalnych grot zamieszkiwanych przez pustelników już w czasach wczesnochrześcijańskich.

## Historia
Miasto Asyż ofiarowało w średniowieczu teren braciom mniejszym, by mogli wykorzystać go jako miejsce odosobnienia i modlitwy. Erem rozbudował w 1400 św. Bernardyn ze Sieny. Wzniesiono wówczas Kościół Santa Maria delle Carceri, w którego obrębie znalazła się wcześniejsza kaplica. Franciszkanie dobudowali również niewielki klasztor. Sanktuarium otacza buczyna z grotami i kaplicami. Grot używali pierwsi towarzysze Biedaczyny z Asyżu: Leon, bł. Antoni ze Stroncone, Bernardo di Quintavalle, Idzi z Asyżu, Sylwester, Masseo z Marignano i Andrzej ze Spello. W Carceri odbywał swój nowicjat św. Jakub z Marchii. Przy ścieżce prowadzącej do groty brata Leona znajduje się oratorium dedykowane św. Barnabie. W kaplicy znajduje się XV-wieczny obraz, przedstawiający Zdjęcie z krzyża.
Obecnie na terenie pustelni mieszkają dwie wspólnoty: franciszkanów oraz klarysek misjonarek od Najświętszego Sakramentu.